# Быстрая ящурка
Бы́страя я́щурка (лат. Eremias velox) — вид ящериц из рода Ящурок.

## Внешний вид

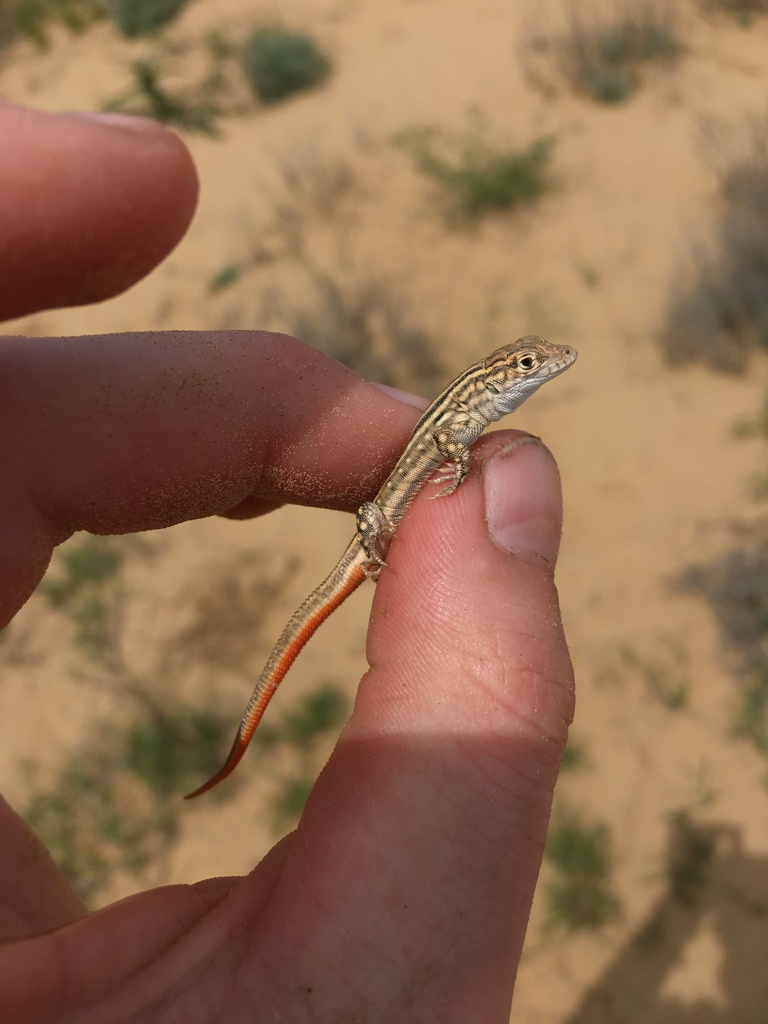
Ювенильная особь быстрой ящурки. Видна оранжевая окраска нижней части хвоста.

Мелкая ящерица, длина её тела не считая хвоста до 7,8 см (на юго-востоке Туркменистана встречаются особи до 10,5 см). Хвост в 1,5—2 раза длиннее туловища. Вес до 7 г. 

### Окраска
Окраска и рисунок сильно изменчивы. Верх серый или песочный, иногда с оливковым оттенком, чаще с чёрными и светлыми пятнами, в передней части туловища приобретающими голубоватую или зеленоватую окраску. Низ белого цвета. Молодые особи отличаются красным или оранжевым цветом нижней стороны хвоста и бёдер.

### Щиткование
Подглазничный щиток касается края рта. Нижнегубных — 5—9. Лобноносовой щиток один. Его длина меньше или равна (реже) ширине. Надглазничные чаще всего отделены от лобного и лобнотеменных рядом зёрнышек.  Между предлобными щитками отсутствует дополнительный щиток. Нижний носовой щиток касается межчелюстного. Бедренных пор 15—24. Их ряды почти доходят до колена. Между рядами бедренных пор 2—4 чешуи. Лобный щиток с желобком. 
Вокруг девятого—десятого кольца хвоста 20—35 чешуй. Чешуя верхней стороны хвоста ребристая. В преанальной области 3—16 чешуй, расположенных в 3—4 поперечных ряда. 

### Отличия от сходных видов
Пальцы не оторочены роговыми зубчиками. Молодые особи быстрых ящурок отделяются от других видов характерной оранжево-красной окраской низа хвоста и бёдер. 
От ящурки Штрауха отличается отсутствием маленького щитка между предлобными, от таджикской — наличием маленького щитка между носовыми и предлобными, а от персидской — более длинным лобоносовым щитком. 

## Образ жизни
Обитает в пустынях, полупустынях и горах, на высоте до 1700 м. Поселяется на закрепленных и полузакреплённых песках. Реже селится на такыровидных и лёссовых почвах, солонцах, предгорных холмах и в селевых руслах. В Закавказье живёт на участках каменистой степи и предгорных равнинах с разреженной растительностью.
Активна днем. Быстро бегает и прыгает на расстояние до 50 см. В песках роет короткие и неглубокие норки. Укрывается также в норах грызунов, трещинах в почве и пустотах под камнями. Питается жуками, перепончатокрылыми и другими насекомыми, а также мокрицами, фалангами, пауками, плодами и семенами.
Спаривание происходит в апреле (в северных частях ареала — позже). В сезон делает 2-3 кладки, в каждой 2—9 яиц длиной 1,3—1,5 см.

## Распространение
Типовая территория: Индерские горы в районе нижнего течения Урала.
Быстрая ящурка распространена от восточного Закавказья (равнинная часть восточной Грузии и Азербайджана), северного Ирана, российских Дагестана, Калмыкии и Нижнего Поволжья на восток через страны Средней Азии и Казахстан, достигая северных частей Афганистана на юге и северо-западных провинций Китая (СУАР, Внутренняя Монголия, Ганьсу).

## Подвиды
Вид делится на следующие подвиды:
- Eremias velox velox Pallas, 1771 — занимает большую часть ареала.
- Eremias velox caucasia Lantz, 1928 — распространён в восточном Предкавказье и Закавказье.
- Eremias velox borkini Eremchenko & Panfilov, 1999 — обитает в Иссык-Кульской котловине.

Eremias roborowskii (Bedriaga, 1912), ранее считавшуюся подвидом быстрой ящурки, в исследовании 2019 года предложили рассматривать как отдельный вид.